# 30 Jours max
Série
3 Jours max
(2023)
Pour plus de détails, voir Fiche technique et Distribution.
30 Jours max est une comédie policière française réalisée par Tarek Boudali, sortie en 2020. Il a droit à sa suite intitulée 3 Jours max (2023).

## Synopsis
Rayane est un jeune policier, plutôt trouillard et maladroit. Son médecin l'informe, à tort, qu'il est malade et qu'il ne lui reste plus que 30 jours à vivre. Rayane pense donc qu'il n'a plus rien à perdre et décide de saisir sa chance. Il veut devenir le héros de son commissariat et ainsi impressionner sa jolie collègue Stéphanie. Rayane va alors prendre d'immenses risques pour appréhender un gros trafiquant de drogues.

## Fiche technique
Sauf indication contraire, les informations mentionnées dans cette section peuvent être confirmées par la base de données cinématographiques IMDb,  présente dans la section « Liens externes ».
- Titre original : 30 Jours max
- Réalisation : Tarek Boudali
- Scénario : Tarek Boudali et Pierre Dudan
- Photographie : Vincent Richard
- Costumes : Camille Rabineau et Claire Lacaze
- Musique : Maxime Desprez et Michaël Tordjman
- Production : Christophe Cervoni et Marc Fiszman
- Sociétés de production : Axel Productions, M6 Films et Studiocanal
- Distribution : Studiocanal (France)
- Budget : 12,97 millions d'euros
- Pays d'origine :  France
- Genre : comédie policière
- Format : couleur
- Durée : 90 minutes
- Dates de sortie :
  - France : 18 août 2020 (début des avant-premières)[3] ; 14 octobre 2020 (sortie nationale)

## Distribution
- Tarek Boudali : Rayane Teisseire
- Philippe Lacheau : Tony
- Julien Arruti : Pierre
- Vanessa Guide : Stéphanie, collègue de Rayane
- José Garcia : le "Rat"
- Marie-Anne Chazel : la mamie de Rayane
- Reem Kherici : Linda
- Nicolas Marié : le commissaire
- Anne-Solenne Hatte : Magali
- Philippe Duquesne : le médecin
- Chantal Ladesou : la prostituée
- Just Riadh : Sammy
- Axel Huet : l'assistant du médecin
- Mcfly et Carlito : les acteurs de dos
- Rim'K : lui-même
- Hugo Lloris : lui-même
- Mériem Sarolie Camila Menendez
- Eric Cullet : Molosse
- Brahim Bouhlel : Zoubir
- Wahid Bouzidi : l'organisateur de fête
- Jérôme Le Banner : le malfrat

## Production
Le projet est annoncé en janvier 2019.
Le tournage débute le 23 septembre 2019. Il dure douze semaines et se déroule à Paris et en Île-de-France (notamment à Cergy), ainsi qu'à Las Vegas.
Les vidéastes Mcfly et Carlito apparaissent de dos dans le film, à la suite d'un défi lancé par Tarek Boudali.
La scène dans le parking souterrain est une référence à Robert Downey Junior dans Sherlock Holmes

## Accueil

### Critique
En France, le site Allociné recense une moyenne des critiques presse de 2,4⁄5 sur 17 critiques presse.
La critique presse est mitigée à la sortie du film. D'après Luana Paulineau du magazine GQ : « C'est une comédie qui fera forcément du bien en cette période morose. On sent que Tarek Boudali et son équipe se sont fait plaisir. Ils nous amusent aussi. Le contrat humour est rempli. » Alors que pour le journal La Voix du Nord : « On rit devant quelques gags burlesques, d’ailleurs souvent à l’actif de Philippe Lacheau. On adore Philippe Duquesne en médecin inepte. Pour le reste, 30 jours max n’est pas assez décapant ni rythmé pour nous faire avaler ses inévitables grivoiseries. »

### Box-office
Le film se place à la première position du box-office français lors de sa première semaine d'exploitation en cumulant plus de 508 815 entrées, avant-premières incluses.
Lors de sa deuxième semaine, le film se classe à la deuxième place du box-office office avec toujours plus de 500 000 entrées, cumulant ainsi plus d'un million d'entrées en 2 semaines, un record en pleine pandémie.
Le film ressort au cinéma en juin 2021, après la fermeture des cinémas en octobre 2020. En 1 mois d'exploitation supplémentaire, le film cumule 300 000 entrées, pour atteindre les 1 300 000 entrées.
Le film sort dans plusieurs pays pendant les vacances d'été 2021, dont Australie, le Japon et la Russie notamment. Il cumule près 1,5 million de dollars de recette à l'étranger.
| Pays ou région | Box-office        | Date d'arrêt du box-office | Nombre de semaines |
| -------------- | ----------------- | -------------------------- | ------------------ |
| France         | 1 324 568 entrées | 6 juillet 2021             | 10                 |
| Total mondial  | 13 171 576 $      | -                          | -                  |

### Suite
Bien que le film n'ait pas pu bénéficier d'une longue période d'exploitation dans les salles obscures, du fait de la fermeture des salles de cinéma, le réalisateur, Tarek Boudali, envisage de tourner une suite. Celle-ci, intitulée 3 Jours max, devrait commencer à être tournée en septembre 2022 à Paris — ce que l'acteur confirme lors de la promotion de Menteur —, puis suivront Cancun et Dubaï. Cette fois-ci, Rayane devrait partir à la recherche de sa grand-mère (Marie-Anne Chazel). L'équipe du premier film ne devrait pas subir de changement. La bande annonce de 3 Jours max sort le 22 août 2023 et dévoile le casting, qui comprend Paco Boisson dans un rôle de méchant, mais aussi Élodie Fontan, Rossy de Palma, et Jean-Yves Berteloot en nouveau commissaire.